# Wschodnia Magistrala Piaskowa
Wschodnia Magistrala Piaskowa – zwyczajowa nazwa korytarza kolejowego składającego się z linii kolei piaskowych nr 202. Jęzor Centralny JCA – Szczakowa Południe – Podlesie oraz nr 203. Szczakowa Południe – Trętowiec – Trzebinia Siersza (PKP) – Szyb Andrzej (ZG Trzebionka).
Były to linie normalnotorowe, o charakterze przemysłowym, częściowo dwutorowe, niegdyś zelektryfikowane. Linie te łączyły węzeł kolejowy znajdujący się przy stacji Jęzor Centralny oraz Bór Górny w Sosnowcu z kopalniami piasku w Ciężkowicach i Bukownie a w przeszłości także z szybem podsadzkowym Andrzej ZG Trzebionka poprzez stację PKP Trzebinia Siersza Wodna. Linia ta stanowiła jedną z głównych magistrali kolei piaskowych w GOP i była bardzo istotna w kontekście funkcjonowania szybów podsadzkowych w kopalniach węgla kamiennego.
Obecnie (2025 r.) po liniach zachował się tylko szlak Jęzor Centralny – Szczakowa Północ, który funkcjonuje jako jednotorowa niezelektryfikowana bocznica kolejowa "PG Infrastruktura – Szczakowa Północ".

## Historia

### Lata 1956-2001
W pierwszych latach funkcjonowania wykorzystywano głównie trakcję parową – pociągi były obsługiwane parozowami serii Ty2 oraz Ty45. W późniejszych latach, na skutek elektryfikacji magistrali siecią trakcyjną pochodzącą Śląskiej Kolei Górskiej sukcesywnie wprowadzano do eksploatacji lokomotywy 2E53 a następnie ET21 z oddziału Szczakowa PMPPW oraz ET22 z oddziału Kuźnica Warężyńska PMPPW. Po deelektryfikacji magistrali pociągi piaskowe prowadzone są BMZ/ŁTZ TEM2. Po podziale w 1991 roku Przedsiębiorstwo Materiałów Podsadzkowych Przemysłu Węglowego na 4 podmioty handlowe ruch prowadzony był przez Kopalnię Piasku „Szczakowa”, przekształcone następnie w PCC Rail, wykupione przez DB Schenker i przekształcone następnie w DB Schenker Rail Polska. Piasek podsadzkowy, wydobywany na polach Ciężkowice i Bukowno wywożony jest na szyby podsadzkowe: Staszic KWK Staszic oraz na Most zsypowy w punkcie sprzedaży piasku budowlanego Wysoki Brzeg, należący do DB Schenker Rail Polska. Za utrzymanie infrastruktury odpowiada w całości Infra Silesia zaś przewoźnikiem korzystającym z magistrali jest wyłącznie DB Schenker Rail Polska. Magistrala w latach świetności miała połączenia z siecią PKP, w tym na posterunku Trętowiec a obecnie jedynym połączeniem jest na stacji Jęzor Centralny poprzez łącznicę Sosnowiec Jęzor – Jęzor Centralny. W latach funkcjonowania KP Szczakowa sieć Magistrali Północnej oraz Magistrali Południowej piasek podsadzkowy z piaskowni Ciężkowice i Bukowno był dostarczany między innymi na mosty podsadzkowe Agata KWK Wieczorek, Wentylacyjny KWK Wujek, Witczak KWK Bobrek Centrum.

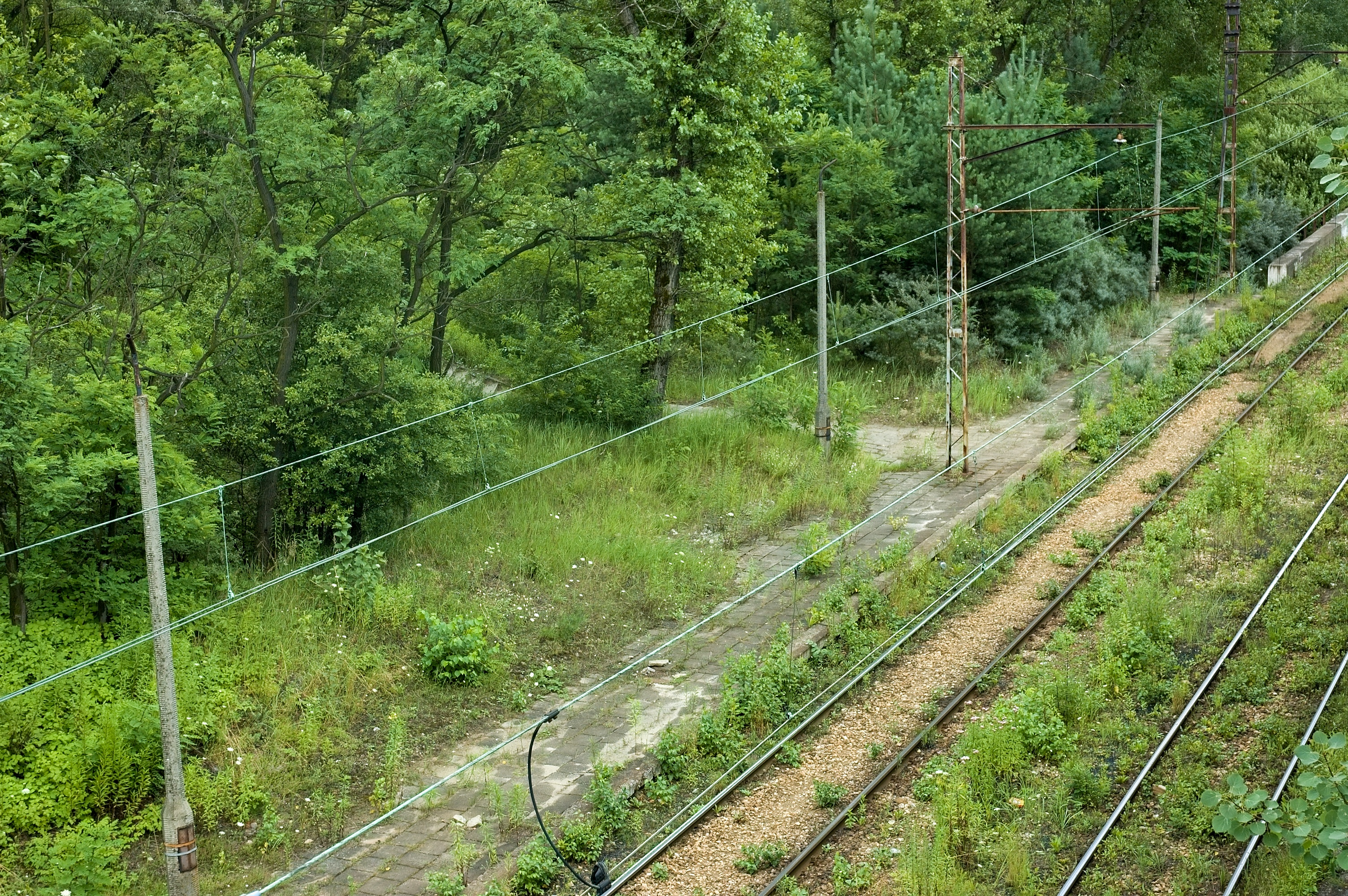
Przystanek Szczakowa Most na szlaku Szczakowa Północ - Szczakowa Południe

### Po 2001 roku
Ciągłe zmniejszające się zapotrzebowanie na piasek podsadzkowy spowodował likwidację poszczególnych odgałęzień. W latach 2009/2010 zlikwidowano odcinek Ciężkowice - Trętowiec, w związku z zamknięciem ZG Trzebionka. Likwidacja sieci trakcyjnej wraz z demontażem drugiego toru i likwidacją SBL nastąpiła na przełomie 2012/2013, w związku z przegraną DB Schenker Rail Polska obsługi szybu podsadzkowego Witczak KWK Bobrek Centrum oraz Kopalnia Węgla Kamiennego Piekary na rzecz PKP Cargo Service i likwidacji części szlaków Magistrali Północnej na odcinku JCA – Siemianowice.

## Wykaz posterunków ruchu
| Nazwa posterunku           | Kilometraż | Rodzaj               | Stan         | Odgałęzienie                                                          |
| -------------------------- | ---------- | -------------------- | ------------ | --------------------------------------------------------------------- |
| Jęzor Centralny JCA        | 0,000 km   | stacja               | czynny       | Sosnowiec Jęzor PKP PLK Huta Cedler R1 Szyb Ostatek Długoszyn PKP PLK |
| Jęzor Centralny przystanek | -          | przystanek służbowy  | zlikwidowany | plac montażowy                                                        |
| Intermodal                 | 1,036 km   | post. bocznicowy     | czynny       | Intermodal S.A.                                                       |
| Szczakowa Północ           | 7,927 km   | stacja               | czynny       | Kwarc Sławków Cieśle                                                  |
| Szczakowa Most             | –          | przystanek służbowy  | zlikwidowany |                                                                       |
| Szczakowa Południe         | 13,018 km  | stacja               | zlikwidowana | bocznica plac montażowy                                               |
| Knieje                     | 13,018 km  | posterunek odgałęźny | zlikwidowany | Podlesie                                                              |
| Ciężkowice                 | 16,778 km  | stacja               | zlikwidowany | pole piaskowe Ciężkowice                                              |
| Siersza                    | –          | stacja               | zlikwidowana | mijanka                                                               |
| Trętowiec                  | –          | post. odgałęźny      | zlikwidowany | Trzebinia Siersza Wodna                                               |

## Ciekawostki
Na magistrali odbywał się ruch pociągów służbowych, prowadzonych EN57 i ET21 z wagonem osobowym 94A lub zabytkowym wagonem typu Hecht w relacji Szczakowa Południe – Jęzor Centralny – Zygmunt August oraz Podlesie – Jęzor Centralny. Ruch pociągów służbowych zawieszono po 2001 roku, wraz z komercjalizacją PMPPW. 20 czerwca 2009 roku odbył się specjalny przejazd pociągu pasażerskiego Katowice – Katowice w ramach akcji Tamarą po szlakach piaskowych. Była to wspólna inicjatywa ówczesnego PCC Rail oraz SMK Kraków. Pociąg specjalny jechał całym używanym ówcześnie szlakiem od stacji Jęzor Centralny, przez stację Szczakowa Północ do posterunku Trętowiec, z rozkładowymi zatrzymaniami pociągu. Był to pierwszy pociąg pasażerski jadący po magistrali po likwidacji w 2001 roku pociągów służbowych na Magistralę Północną, obsługiwanych przez skład wagonowy ET21+94A lub jednostkę elektryczną EN57.